# エスペランス
エスペランス（Esperance）は、オーストラリア連邦の西オーストラリア州の南部に位置し、ゴールドフィールズ・エスペランス地域に属する都市である。人口は約1.2万人で、主な産業は観光業・漁業・農業である。

## 地理

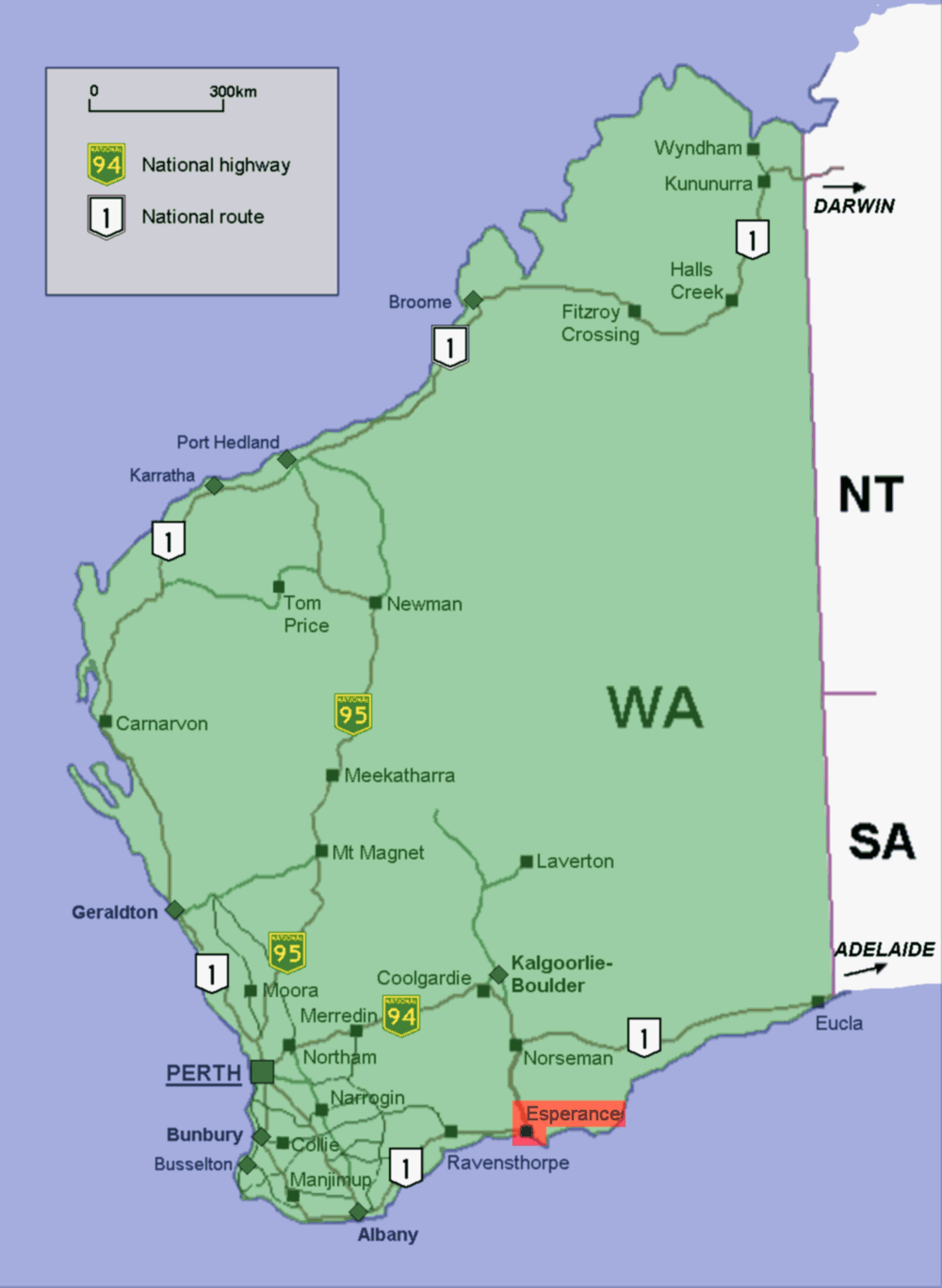
エスペランスの位置

エスペランスはオーストラリア大陸の南岸に位置する港町であり、漁業が行われてきた。また、南極大陸の方向から見ると、間に南オーストラリア海盆が存在し、遮る陸地が無いため、浜辺では大波も見られ、これを求めてサーファーが訪れるなど、観光地でもある。

## 気候
典型的な地中海性気候であり、夏は暖かく乾燥し、冬は涼しく湿っている。

## 観光
州都パースからは車で7時間半、飛行機でも1時間半はかかる。にもかかわらず、旅行などで来る人は多い。北に4時間ほど車で行くと鉱山の町であるカルグーリーがあり、週末に出かける鉱山労働者にとっても便利な街である。
エスペランスは良好なビーチに恵まれており、サーフィン、スキューバダイビング、海水浴のメッカである。近くには塩湖であるピンク・レークがあり、湖内に生息する紅藻により光の当たり具合によってはその名の通りピンク色に輝く。近くには国立公園もある。

## 歴史
エスペランスの歴史は、1627年オランダ船の Gulden Zeepaert号が、この付近を通った時にさかのぼる。最初に上陸したのはフランスの探検隊で、その際に船の名前を取ってエスペランスと命名された。その後にはイギリスの航海士であったマシュー・フリンダースが、海図作成のために近辺を航海した。1870年代から定住が進み、開発が行われ、現在に至る。

## 友好都市
- フランス Saint-Martin-de-Ré